# Joslyn Barnes

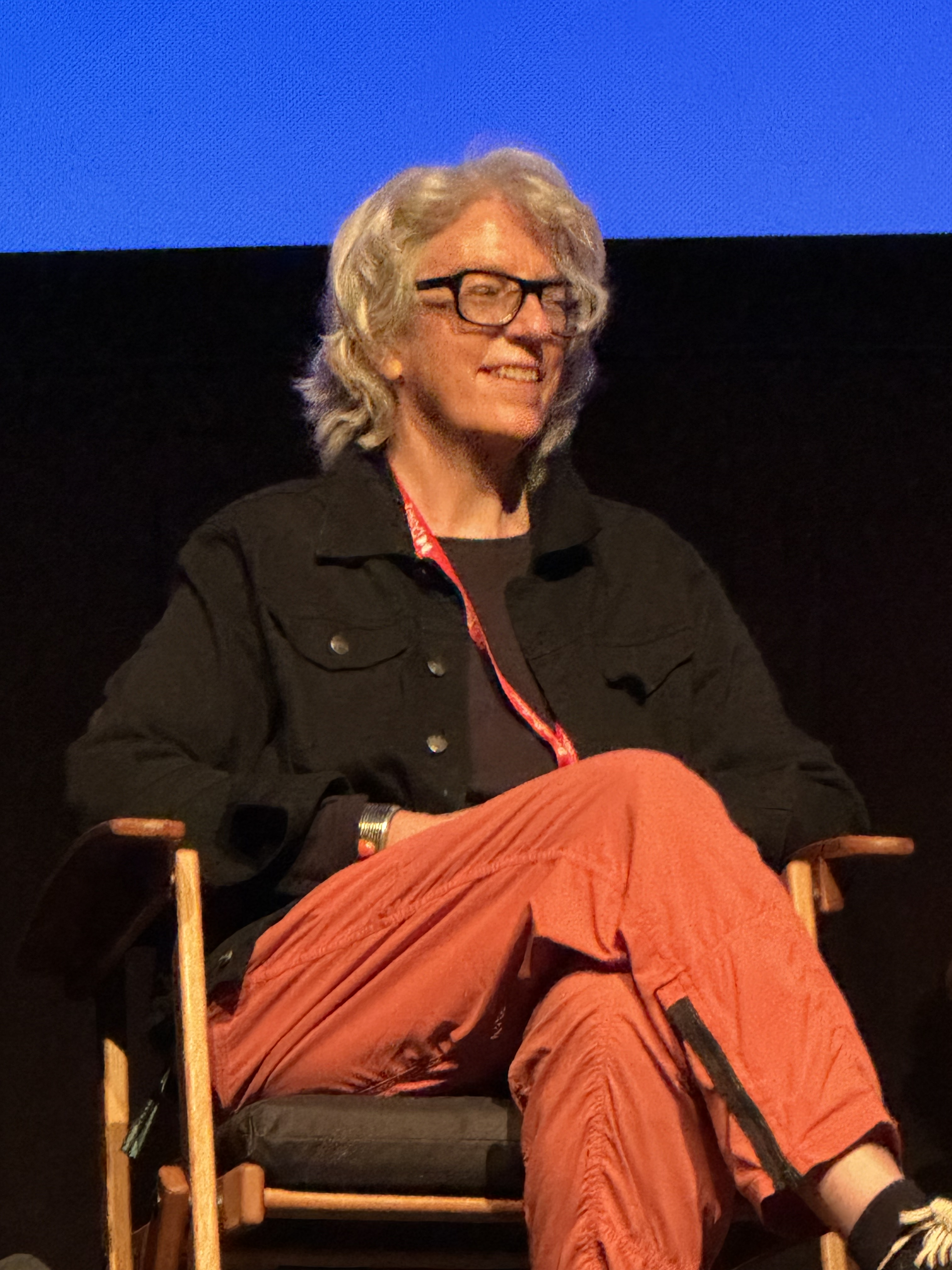
Joslyn Barnes 2024 beim Telluride Film Festival

Joslyn Barns ist eine Filmproduzentin, Drehbuchautorin und Regisseurin. Sie wurde für ihre Arbeiten vielfach ausgezeichnet. So war sie beispielsweise 2018 zusammen mit Yance Ford in der Kategorie „Bester Dokumentarfilm“ für einen Oscar nominiert. 2019 folgte eine zweite Oscar-Nominierung für Hale County, Tag für Tag, gemeinsam mit Su Kim und RaMell Ross.

## Leben
Barnes war für die Vereinten Nationen als Angestellte und Beraterin tätig. In dieser Zeit bereiste sie Afrika und Asien und lebte auf diesen Kontinenten. Sie veröffentlichte währenddessen mehrere Artikel zum Thema Handel, Entwicklung und sozialen Themen. Tätigkeitsschwerpunkte bei der UN waren Nahrungsmittelsicherheit, Gleichberechtigung und Menschenrechte.
Nach dieser Tätigkeit gründete sie zusammen mit dem Schauspieler Danny Glover die Produktionsfirma Louverture Films. Barnes produzierte beispielsweise den vielfach ausgezeichneten Independent-Dokumentarfilm Hale County, Tag für Tag über das Leben afroamerikanischer Menschen in Hale County, Alabama.

## Filmografie (Auswahl)
- 2009: Soundtrack for a Revolution
- 2011: The Black Power Mixtape 1967-1975 (Co-Produzentin)
- 2014: Concerning Violence (Co-Produzentin)
- 2017: In jenem Sommer (Den sommaren)
- 2017: Zama (Co-Produzentin)
- 2017: Strong Island
- 2018: Aquarela (Co-Produzentin)
- 2018: Hale County, Tag für Tag (Hale County This Morning, This Evening)
- 2020: Gunda
- 2021: Memoria (Co-Produzentin)
- 2021: President
- 2024: Nickel Boys
- 2024: Harvest

## Auszeichnungen
Independent Spirit Award
- 2025: Nominierung als Bester Film (Nickel Boys)[3]

Oscar
- 2025: Nominierung für das Beste adaptierte Drehbuch (Nickel Boys)
- 2025: Nominierung für den Besten Film (Nickel Boys)

Satellite Award
- 2025: Auszeichnung für das Beste adaptierte Drehbuch (Nickel Boys)[4]

USC Libraries Scripter Award
- 2025: Nominierung für das Beste adaptierte Drehbuch (Nickel Boys)[5]

Writers Guild of America Award
- 2025: Nominierung für das Beste adaptierte Drehbuch (Nickel Boys)[6]